# Sistema pentaconta
Il Pentaconta (all'estero meglio noto come Crossbar switch) è un sistema di commutazione elettromeccanico, usato in telefonia a partire dalla prima metà degli anni cinquanta del XX secolo, surrogando i vecchi sistemi di tipo Rotary, in uso dal 1925.
Gradualmente sostituito dai primi sistemi di commutazione elettromagnetici a relè e, successivamente, dai sistemi pulse-code modulation, il Crossbar è rimasto in funzione fino agli inizi del XXI secolo. 
Il sistema Pentaconta prevede l'impiego di una barra verticale e di una orizzontale, comandate elettromeccanicamente e azionanti il pezzo mobile che si trova sulle coordinate del punto d'incrocio delle barre.